# Sablons (Gironde)
Sablons egy francia település Gironde megyében az Aquitania régióban. Lakosainak száma 1315 fő (2022. január 1.).Sablons Abzac, Bonzac, Coutras, Guîtres, Saint-Denis-de-Pile és Saint-Martin-de-Laye községekkel határos.

## Adminisztráció
Polgármesterek:
- 1995–2020 Jean-Claude Abanades

## Demográfia
| Lakosok száma | 881  | 1016 | 1210 | 1236 | 1310 | 1350 | 1314 | 1300 | 1309 | 1315 |
|               | 1968 | 1982 | 1990 | 2006 | 2013 | 2015 | 2017 | 2019 | 2020 | 2022 |

## Testvérvárosok
- Románia Munteui 1996-óta